# 볼트론: 전설 속의 수호자
《볼트론: 전설 속의 수호자》 또는 《볼트론: 전설의 수호자》(영어: Voltron: Legendary Defender)는 드림웍스 애니메이션과 월드 이벤트 프로덕션 그리고 스튜디오 미르가 제작한 미국의-캐나다의 웹 텔레비전 애니메이션이다. 일본 애니메이션 시리즈 백수왕 고라이온과 볼트론 프랜차이즈의 리부트로, 배경과 캐릭터는 일본 애니메이션의 영향을 받았고, 액션 시퀸스에서는 CGI가 쓰였다. 2016년 6월 10일, 넷플릭스에서 11개의 에피소드로 구성된 시즌 1이 공개되었고. 미국, 캐나다, 영국, 호주, 뉴질랜드, 아일랜드, 프랑스, 독일, 오스트리아, 스위스, 스칸디나비아, 베네룩스, 그리고 라틴 아메리카에서 출시되었다. 대한민국에서는 넷플릭스로 출시되지 못했고, 2016년 10월 3일 오후 7시 30분 드림웍스 채널에서 《볼트론: 전설 속의 수호자》라는 제목으로 자막 방영되었다. 시즌 2는 넷플릭스에서 2017년 1월 20일에 출시되었다.

## 줄거리
수천 년 동안, 사악한 갈라 제국은 우주의 행성을 정복, 주민들을 노예로 잡으며 우주의 큰 위협으로 다가왔다. 제국의 힘과 계획에게 있어 유일한 위협은 다섯 파일럿이 조종하는 100m 높이의 로봇 전사 볼트론이다. 알테아의 왕, 알포르는 갈라 제국의 황제 자르콘의 수중에 볼트론이 떨어지는 것을 막기 위해 볼트론 사자를 분산시켰다. 알포르 왕은 딸 알루라의 생명력에 다섯 사자의 에너지를 연결, 우주의 각각 다른 장소에 사자들을 보내어 다음 세대의 팔라딘(영어: Paladin→성기사)이 볼트론에 탈 수 있도록 했다. 알루라 공주, 그녀의 충신 코란, 그리고 알테아의 사자의 성은 행성 아루스에 흑사자와 함께 숨겨졌다. 현재, 갈라 제국은 거의 대부분의 행성을 정복한 것으로 추정되며, 볼트론을 찾기 위해 지구의 태양계로 온다. 우주 파일럿 시로, 키스, 랜스, 피지, 헝크는 청사자를 발견하고는, 바로 갈라 전쟁에 휩싸인다. 이들은 행성 아루스에서 알루라 공주를 만나 다음 세대의 팔라딘이 된다. 재회한 다섯 사자는 볼트론으로 합체하고, 갈라 제국에 종지부를 찍을 유일한 희망으로서, 자르콘 황제의 사악한 계획에 맞서 싸운다.

## 배역
- 타카시 "시로" 시로가네 역에 조시 키턴 / 양준건 - 전 블랙 팔라딘. 흑사자의 파일럿이자 하늘의 수호자. 우주의 수호자의 리더, 시로는 케르베로스 임무 도중 갈라 제국의 함선과 조우했고, 갈라 제국의 포로로서 수년간 붙잡혔다. 그 때 모종의 이유로 오른쪽 팔을 잃어, 무기화된 의수를 장비하고 있다. 타고난 지도자인 시로는 침착하며 언제나 상황을 통제할 줄 안다. 시로의 베야드(Bayard)는 원 블랙 팔라딘과 함께 사라졌다. 흑사자는 볼트론의 머리와 몸통을 담당하고 있다.[9] 침착하다.
- 키스 역에 스티븐 연 / 안용욱 - 전 레드 팔라딘. 적사자의 파일럿이자 불의 수호자. 현재는 블랙 팔라딘이다. 원래 은하 수비대(Galaxy Garrison)의 생도였으나, 규율을 어겨 퇴학당했다. 키스는 고아이며, 그 결과 늑대마냥 고독하게 살아간다. 키스는 시로가 탄 우주선이 지구로 불시착했을 때, 그가 수비대의 요원들에게서 탈출할 수 있게 도왔다. 퉁명스럽고 신경질적인 키스는, 남는 시간에 무술을 갈고닦는다. 키스의 베야드는 양날검이다. 적사자는 볼트론의 오른팔을 담당하고 있다.[9] 책임감이 많다.
- 랜스 역에 제러미 셰이다 / 전광주 - 전 블루 팔라딘. 현재는 레드 팔라딘이다. 청사자의 파일럿이자 물의 수호자. 랜스는 은하 수비대에 있을 때, 자신의 팀에서 전투기 조종사를 맡았다. 좋게 말하면 자신있는, 나쁘게 말하면 자만한 랜스는 수호자의 광대 역을 맡고 있으며, 여자를 밝힌다. 랜스는 키스에게 경쟁의식을 불태우나, 둘은 함께할 때면 능률적인 팀워크를 보여준다. 랜스의 베야드는 소총이다. 청사자는 볼트론의 오른다리를 담당하고 있다.[9]
- 피지 건더슨/케이티 홀트 역에 벡스 테일러클라우스 / 김영은 - 그린 팔라딘, 녹사자의 파일럿이자 숲의 수호자. 피지는 아버지와 오빠가 임무 도중 사라지자, 그들의 행방을 찾기 위해 남자로 변장하여 은하 수비대에 입학했다. 기술적 천재인, 피지는 녹사자를 개조할 수 있을 정도로 똑똑한 멤버다. 피지의 베야드는 전기가 통하는 단검으로 길게 늘여 갈고리로 사용할 수 있다. 녹사자는 볼트론의 왼팔을 담당하고 있다.[9] 가끔 과거를 회상할 때 울적해진다.
- 헝크 역에 타일러 러빈 / 박성태 - 옐로 팔라딘, 황사자의 파일럿이자 대지의 수호자. 헝크는 은하 수비대에 있을 때, 자신의 팀에서 기술자를 맡았다. 덩치가 크고 언제나 식욕이 왕성한 헝크는, 팀을 지탱하고 서로의 관계를 조율하는, 심장으로서의 역할을 맡고 있다. 자르콘이 우주를 자신의 식민지로 변모시켜 일으켜진 참상을 두 눈으로 목격한 뒤, 헝크는 노예로 살아가는 사람들을 해방시키기 위해 싸우기로 결심한다. 헝크의 베야드는 에너지 포다. 황사자는 볼트론의 왼다리를 담당하고 있다.[9]
- 알루라 공주 역에 킴벌리 브룩스 / 이미연 - 알테아의 공주로, 마지막 여성 알테아인. 사자의 성의 파일럿, 현 블루 팔라딘, 알루라는 수호자들을 통솔하고, 그들과 함께 갈라 제국과 맞서 우주의 해방을 위해 싸우고 있다. 선하며 모든 이의 친구인 알루라는, 아버지의 과업을 물려받아 자르콘을 멈추기 위해 할 수 있는 것이라면 뭐든지 하고 있다. 알테아인으로서, 알루라는 다른 종과 섞일 수 있는 카멜레온 같은 능력을 지녔다.
- 코란 역에 리스 다비 / 사성웅 - 알루라 공주의 왕실 고문이자 마지막 남성 알테아인. 정력적이고 활기찬 코란은, 알루라를 과보호라고 생각될 만큼 충실히 섬기고 있다. 그는 자신의 특기나 소싯적 얘기를 떠들어대는 경향이 있다.
- 알포르 왕 역에 키스 퍼거슨 / 김승태 - 알테아의 마지막 왕이자 알루라의 아버지, 알포르는 볼트론이 자르콘의 손에 넘어가는 걸 막기 위해 사자를 우주의 곳곳으로 보내 숨겼다. 이미 사망했지만, 그의 정신은 컴퓨터에 저장되어 알루아에게 여러 조언을 해주곤 한다.
- 자르콘 황제 역에 닐 캐플런 / 안장혁 - 무자비한 갈라 제국의 황제, 그리고 막대한 은하를 차지한 우주의 지배자. 그는 볼트론을 손에 넣겠다는 야욕을 가지고 있다. 이는 '자신의 계획에 있어 가장 큰 방애물'이란 이유 뿐만이 아니라, 자신이 시로 이전의 블랙 팔라딘이었기 때문이다. 그런 이유로, 그는 사자들을 자신의 것이라고 생각하고 있다. 자르콘은 자신이 보유한 블랙 팔라딘의 베야드를 현 팔라딘 보다 더욱 진보된 방식으로 사용한다. 그의 베야드는 방패, 검, 채찍 등 다양한 형태로 변하며, 사자와도 정면으로 싸우는 것이 가능하다.
- 마녀 해거 역에 크리 서머 / 윤승희 - 불가사의하고 비열한 마녀로 자르콘의 고문, 그리고 갈라 제국을 섬기는 마법사 집단 드루이드의 리더. 해거는 위험한 소서리스인 면, 미치광이 과학자인 면, 둘 다 위험하다. 그녀는 비정상적인 마법을 가공할 과학으로 결합시켜 무장 군인과 끔찍한 괴수같은 강력한 무기를 만들어 낸다. 또한 정수(Quintessence)라고 불리는 신비한 에너지를 전 행성에서 빨아들이기도 한다.
- 센다크 사령관 역에 제이크 이벌리 / 양석정 - 갈라 제국의 무자비한 사령관. 센다크는 팔라딘을 파괴하고 사자를 잡아들이라는 명령을 받고, 거의 성공할 뻔 했으나 피지의 활약으로 실패했다. 그의 팔은 어깨에 달린 인공 보철로 교체되었으며, 팔 부분은 에너지 블린더로 연결되어 있다. 이를 이용해 먼 거리에서도 공격할 수 있다. 그는 팔라딘에게 불잡혀 가사 상태에 있고, 두뇌의 정보가 일부 그들의 손에 들어간다. 시로는 그에게 피해망상을 가지고 있다.

## 제작 과정
2016년 1월 5일, 넷플릭스와 드림웍스 애니메이션은 2016년 데뷔할 《볼트론》의 새로운 애니메이션 시리즈를 발표한다. 《볼트론》은 2016년에 데뷔할 예정이었던 (기예르모 델 토로의 《트롤헌터》를 포함) 여러 애니메이션 시리즈 중 하나였다. 로런 몽고메리와 조아킹 도스 산토스는 둘 다 《아바타: 아앙의 전설》과 후속작 《코라의 전설》에서 쇼러너로 참여했다. 2016년 3월 25일, 원더콘에서 목소리 캐스팅이 다음과 같이 발표되었다. 키스 역에 스티븐 연, 랜스 역에 제러미 세이더, 피지 역에 벡스 테일러클라우스, 시로 역에 조시 키턴, 헝크 역에 타일러 러빈, 알루라 공주 역에 킴벌리 브룩스, 코란 역에 리스 다비 그리고 자르콘 황제 역에 닐 캐플런. 마녀 해거 역인 크리 서머는 나중에 발표되었다.
샌디에이고 코믹콘 인터내셔널에서, 시즌 2는 2016년 말 넷플릭스에서 초연될 예정이라고 발표되었다. 2016년 10월 7일, 뉴욕 코믹콘에서, 시즌 2는 2017년 1월 20일에 초연될 예정이라고 발표했다. 또한 뉴욕 코믹콘에서 시즌 2의 스닉픽이 초연되었다.

## 비평
《볼트론: 전설 속의 수호자》는 비평가의 극찬을 받았다. 시즌 1은 리뷰 제공 웹사이트 로튼 토마토에서, 6개의 리뷰를 기반으로, 100%의 지지율과, 7.3/10의 평균 점수를 받았다.